# Flughafen Buenos Aires–El Palomar

i7
i11
i13
Der Aeropuerto El Palomar (IATA-Code: EPA, ICAO-Code: SADP) ist ein Militärflughafen in El Palomar (Buenos Aires), der von 2018 bis 2020 auch für den kommerziellen Personenverkehr benutzt wurde.

## Geschichte
Der Flughafen wurde seit seiner Erbauung von den argentinischen Luftstreitkräften genutzt. Ab Januar 2018 flog die Fluggesellschaft Flybondi 11 nationale Ziele an, im Verlauf des Jahres wurde das Angebot um zwei zusätzliche Routen erweitert. Davon führt eine in das Nachbarland Uruguay. Das Unternehmen kündigte an, 30 Millionen US-Dollar in die Infrastruktur investieren zu wollen. So sollten bis 2033 eine direkte Anbindung an eine Zuglinie und ein eigenes Terminalgebäude entstehen. Außerdem bot JetSmart ab 2019 Flüge nach Santiago de Chile und zu verschiedenen Zielen in Argentinien an.
Am 15. Dezember 2020 wurde der Flughafen El Palomar (EPA) für den Verkehr mit Verkehrsflugzeugen aus sicherheitstechnischen Gründen geschlossen. Die beiden verbliebenen Fluggesellschaften wurden auf den Flughafen Aeroparque verlegt. Für das Militär sowie Flugschulen soll der Platz geöffnet bleiben.

## Aufbau
Der Flughafen liegt in El Palomar, einem Vorort von Buenos Aires im Großraum der Hauptstadt auf einer Höhe von 18 Metern. Die Ruta Nacional 7 verläuft ca. 2 km entfernt und der Bahnhof von El Palomar befindet sich in 200 Metern Entfernung. Der Flughafen hat im Normalbetrieb 24 Stunden täglich geöffnet und verfügt über ein Terminalgebäude sowie eine Start- und Landebahn mit einer Länge von 2110 Metern.

## Fluggesellschaften und Flugziele
Da der Flughafen seit Ende 2020 ausschließlich militärisch und von der allgemeinen Luftfahrt genutzt wird, gibt es keinen Linienflugverkehr von diesem Flughafen mehr.

## Zwischenfälle
- Am 30. November 1946 missglückte die Landung einer Vickers 620 Viking 1 der argentinischen Luftstreitkräfte (Luftfahrzeugkennzeichen T-1) nach Triebwerksproblemen beim Anflug, das Flugzeug konnte nicht mehr kontrolliert werden und stürzte am Flughafen ab. Von den 18 Insassen waren 5 Todesopfer zu beklagen, alle 3 Crewmitglieder und 2 Passagiere verloren ihr Leben.[8]

- Am 21. Juli 1947 gewann eine Douglas DC-4/C-54A-1-DO der argentinischen Luftstreitkräfte (T-44) beim Startversuch vom Flughafen Buenos Aires-El Palomar keine Höhe und raste in eine Zuschauergruppe, die einen Formationsflug anlässlich eines Feiertags beobachten wollte. Von den 19 Insassen kamen 14 ums Leben, außerdem wurden drei Zuschauer am Boden getötet.[9]

- Am 27. September 1950 wurde eine Vickers Viking 1B der Fuerza Aérea Argentina (T-8) auf dem Flughafen Buenos Aires-El Palomar durch einen Brand zerstört. Personen kamen nicht zu Schaden.[10]

- Am 4. Mai 1956 verunglückte eine Vickers Viking 1B der Fuerza Aérea Argentina (T-91) bei einer Notlandung auf dem Flughafen Buenos Aires-El Palomar nach einem Triebwerksausfall. Von den 9 Insassen kamen drei der vier Besatzungsmitglieder ums Leben.[11]

- Am 7. August 1959 wurde eine Vickers Viking 1B der Fuerza Aérea Argentina (T-92) am Flughafen Buenos Aires-El Palomar bei einem Unfall irreparabel beschädigt. Über Personenschäden ist nichts bekannt.[12]

- Am 11. Dezember 1960 verunglückte eine Avro Lancastrian C.4 der Argentinischen Luftstreitkräfte (T-102) bei schlechtem Wetter im Anflug auf den Flughafen Buenos Aires–El Palomar 8 Kilometer von San Andrés de Giles entfernt. Alle 31 Insassen, Besatzungsmitglieder und Passagiere, wurden getötet. Es war der letzte bekannt gewordene Totalschaden und der mit Abstand schwerste Unfall einer Lancastrian, mit den meisten Todesopfern.[13]